# Escut de Sant Martí de Llémena
L'escut oficial de Sant Martí de Llémena té el següent blasonament:
Escut caironat: de sinople, una creu patent rectilínia de propra; ressaltant sobre el tot una espasa d'or. Per timbre una corona mural de poble.

## Història
Va ser aprovat el 28 de setembre de 1984 i publicat al DOGC el 14 de novembre del mateix any amb el número 485.
L'espasa i la creu són els atributs de sant Martí (bisbe i soldat del segle IV), patró del poble.